# Battles in the North
Albums de Immortal
Pure Holocaust
(1993) Blizzard Beasts
(1997)
Battles In The North est le troisième album studio du groupe de black metal norvégien Immortal. Cet album est sorti pendant l'année 1995 sous le label indépendant français Osmose Productions.
Comme son prédécesseur, Pure Holocaust, Battles In The North est considéré comme étant un album classique du black metal[réf. nécessaire]. Il est l'album le plus vendu du groupe.

## Composition
- Abbath -Chant/Basse/Batterie
- Demonaz - Guitare

## Liste des titres
1. Battles in the North 4:11
2. Grim and Frostbitten Kingdoms 2:47
3. Descent into Eminent Silence 3:10
4. Throned by Blackstorms 3:39
5. Moonrise Fields of Sorrow 2:24
6. Cursed Realms of the Winterdemons 3:59
7. At the Stormy Gates of Mist 3:00
8. Through the Halls of Eternity 3:35
9. Circling above in Time before Time 3:55
10. Blashyrkh (Mighty Ravendark) 4:34

Une version limitée et éditée à 3 000 exemplaires de Battles In The North est sortie peu après la version non limitée, incluant trois pistes supplémentaires :
1. Diabolical Fullmoon Mysticism – 0:42
2. Unholy Forces of Evil – 4:28
3. The Cold Winds of Funeral Frost – 3:40